# Io non lascio traccia
Io non lascio traccia è un singolo del gruppo musicale italiano Negramaro, il quarto estratto dal loro quinto album in studio Casa 69. Il brano, scritto da Giuliano Sangiorgi è dedicato a Carmelo Bene, conterraneo del gruppo.

## Il video
Il video musicale realizzato per il brano è stato girato da Marco Missano ed è stato pubblicato il 28 settembre 2011. È realizzato con la tecnica dello stop motion e illustra la vita di un astronauta che viene abbandonato da tutti. I Negramaro non compaiono nel video.

## Tracce
1. Io non lascio traccia – 4:05